# ギヴォーダン タンデム環状翼機

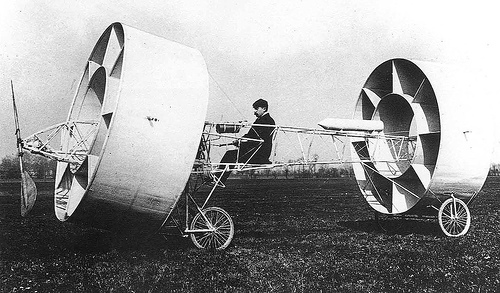
ギヴォーダンの飛行機

ギヴォーダン タンデム環状翼機（Givaudan tandem-drum machine　または　Vermorel monoplane）は1909年にフランスで製作された航空機である。タンデムに配置されたリング状の翼を備えていた。飛行することはできなかった。
設計者のクロード・ギヴォーダン（Claude Givaudan:1872年生まれ）は、ヴィルフランシュの自動車会社、ヴェルモレル（Velmorel）の技術者であった。タンデム環状翼機は三角形断面の鋼管構造の胴体の前後に環状の翼を配置した。環状翼は2重になっていて外側の翼の直径は3m弱で、1.5m弱の内翼と、放射状の板で結合されていた。前部の翼は上下に傾けることができ、後部の翼は左右に傾けることができ、その操作で操縦する構想であった。注目を集め、『サイエンティフィック・アメリカン』の記事にもなった。50hp程度のヴェルモレルのエンジンが装着して試験が行われたが飛行することはできなかった。1980年にフランスの模型製作者、エマニュエル・フェロン（Emmanuel Fillon）が模型の飛行に成功し、空気力学的には飛行が可能であったことが示された。